# Kleinneuhausen
Kleinneuhausen est une commune allemande de l'arrondissement de Sömmerda, Land de Thuringe.

## Géographie
|            | Großneuhausen  | Olbersleben  |
| Sömmerda   | Kleinneuhausen | Ellersleben  |
| Vogelsberg | Kleinbrembach  | Großbrembach |

## Histoire
Kleinneuhausen est mentionné pour la première fois en 815. Le village appartient alors au comté de Beichlingen.
Pendant la guerre de Trente Ans, en 1641, les troupes du général Ottavio Piccolomini pillent le village.
Pendant la Seconde Guerre mondiale, 60 femmes et hommes de Pologne et de Russie sont contraints à des travaux agricoles. Une Polonaise en meurt. En avril 1945, Kleinneuhausen voit l'arrivée des soldats américains puis, début juillet, soviétiques. Le village fait partie de la zone d'occupation soviétique.

## Jumelage
- Hettenrodt,  Rhénanie-Palatinat, depuis 1990.

## Personnalités liées à la commune
- Heinrich Gottlieb von Kannewurf (1726-1799), général prussien.
- Ulrich Köhler (1838-1903), historien.

## Source de la traduction
- (de) Cet article est partiellement ou en totalité issu de l’article de Wikipédia en allemand intitulé « Kleinneuhausen » (voir la liste des auteurs).